# Сухона
Су́хона (рос. Сухона) — річка у Вологодській області, Росія, найбільша в області, як за довжиною, так і за повноводністю. Ліва й основна складова Північной Двіни (права — Юг). Довжина — 558 км, площа басейну — 50 300 км². Річний стік становить 14,3 км³.

## Походження назви
Назва річки — слов'янська за походженням, виводиться з *Суходъна (пор. Суходон) — «(річка) з сухим дном», або безпосередньо від *сухъ «сухий», відповідно до д.-рус. сухона «сухість, жар».

## Географія

Схема басейну Північної Двіни

Сухона бере початок з Кубенського озера, стік з якого зарегульований греблею із судноплавним шлюзом. У верхів'ях заплава широка; у зв'язку з незначними ухилами навесні внаслідок підпору річок Вологда і Лєжа спостерігається зворотна течія в Кубенське озеро. У середній течії глибина долини до 80—100 м, річище рясніє перекочуваннями; є пороги і кам'янисті острови; у низов'ях швидкість течії невелика. Живлення переважне снігове.

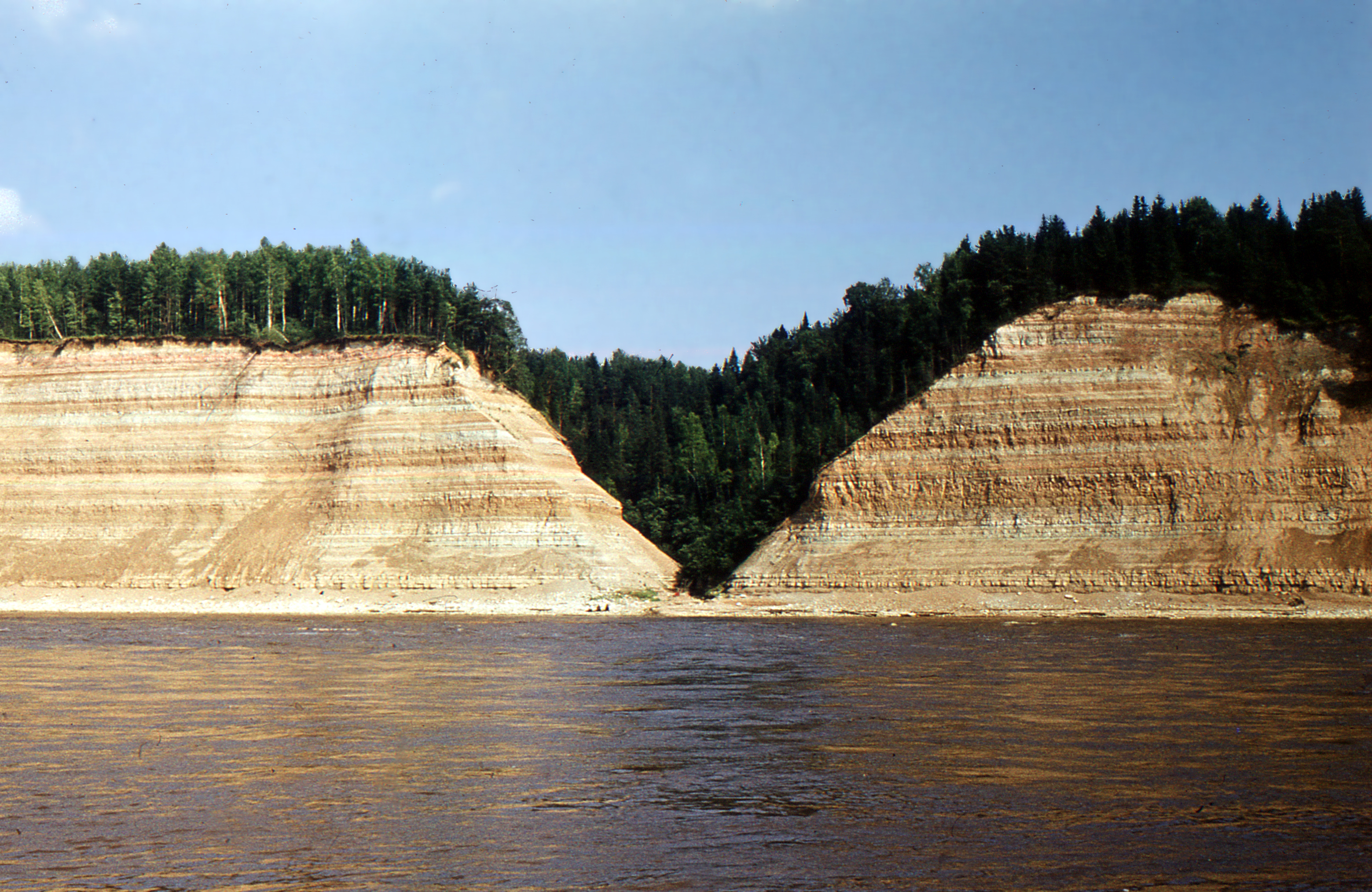
Поріг «Опоки» і береги висотою 60 м.

У верхній течії річка тече на південний схід, після впадання Вологди і Лежи повертає на північний схід і тече в цьому напрямку аж до злиття у Великому Устюзі з річкою Юг з утворенням Північної Двіни.
Басейн Сухони налічує 482 річки і близько 6 тис. струмків. У басейні Сухони 424 озера, але більшість з них дрібні, площа дзеркала 397 озер не перевищує 0,5 км². Ліси займають на водозборі Сухони близько 70 %, а болота — усього 3 %.
Ми потроху пливемо Сухоною, — Тотьма, Великий Устюг, надзвичайно високі, шаруваті береги «Опоки», — невдовзі Сухона з'єднається з Югом широким, буде Мала Двіна, а там увіллється величезна Вичегда, і ми в'їдемо в Північну Двіну.Оригінальний текст (рос.)
Мы понемногу плывём по Сухоне, — Тотьма, Великий Устюг, необыкновенно высокие, слоистые берега «Опоки», — скоро Сухона соединится с Югом широким, будет Малая Двина, а там вольётся огромная Вычегда, и мы въедем в Северную Двину.— М. М. Пришвін. «Берендєєві хащі»

## Гідрологія
Живлення переважно снігове. Повінь з квітня до середини липня. У верхній течії утворюються величезні, іноді багатокілометрові розливи. Середньорічна витрата води за 39 км від гирла — 456 м³/с, найбільша —  6520 м³/с, найменша — 17,6 м³/с. Замерзає в кінці жовтня — листопаді, в середній течії і в грудні, розкривається в другій половині квітня — першій половині травня.
За гідрологічним особливостям Сухона ділиться на три ділянки. У верхній течії приблизно до гирла Вологди Сухона повільно тече широкою долиною з пологими низькими безлісними берегами, покритими заливними лугами, ширина русла близько 150-200 м. У середній течії, від гирла Вологди до міста Тотьма, долина звужується, береги підвищуються, ліс починає підходити до річки. На цій ділянці протягом стає швидшим, багато кам'яних лав, порогів і кам'янистих островів. Глибина долини до 80-100 м, ширина русла 140-240 метрів. Нижче Тотьми долина ще звужується, корінні береги підступають до води і подекуди сягають висоти 80 м, течія швидка, ширина річки 80-100 м, на окремих відрізках — 400 м, а острова повністю зникають.
Особливо багато кам'яних лав (у місцевому діалекті «переборів») у районі Тотьми. Серед найбільших і відоміших — Копитовська, Корито, Залізна, Жидятіно. У нижній течії найвідоміший Опокська лава нижче Полдарси, де Сухона тече затиснута між крутими скелями висотою до 80 метрів

## Притоки
Основні:
- Пельшма, Двіниця, Стрелиця, Царьова, Уфтюга, Верхня і Нижня Йорга (ліві);
- Вологда, Лєжа, Іхалиця, Толшма, Леденьга, Печеньга, Городишна, Стрільна, Луженьга (праві).

(Км від гирла)
- 8 км: Воздвіженка (лв)
- 10 км: Сиворотка (лв)
- 21 км: Темтас (лв)
- 24 км: Марденьга (лв)
- 35 км: Мяколиця (лв)
- 37 км: Луженьга (пр)
- 46 км: Нижня Йорга (лв)
- 53 км: Верхня Йорга (лв)
- 57 км: Кічуга (пр)
- 70 км: Стрельна (пр)
- 78 км: Полдарса (пр)
- 84 км: Нижня Тозьма (лв)
- 91 км: Верхня Тозьма (пр)
- 95 км: Юрменьга (лв)
- 109 км: Ліва Сученьга (лв)
- 110 км: Права Сученьга (пр)
- 119 км: Лєваш (пр)
- 128 км: Велика Бобровка (пр)
- 133 км: Ускала (пр)
- 145 км: Мала Сельменьга (лв)
- 160 км: Городишна (пр)
- 163 км: Нюксениця (лв)
- 170 км: Уфтюга (лв)
- 173 км: Велика Грем'яча (пр)
- 180 км: Кочевала (пр)
- 187 км: Саланга (лв)
- 192 км: Брусенка (пр)
- 200 км: Шохта (пр)
- 210 км: Лєвашка (пр)
- 213 км: Токмас (лв)
- 219 км: Коченьга (лв)
- 222 км: Кирженьга (лв)
- 228 км: Нижня Печеньга (пр)
- 235 км: Велика Піньга (лв)
- 235 км: Мала Піньга (лв)
- 238 км: Шукшеньга (пр)
- 256 км: Мала Нореньга (лв)
- 258 км: Велика Нореньга (лв)
- 261 км: Стара Тотьма (пр)
- 270 км: Леденьга (пр)
- 273 км: Єденьга (лв)
- 277 км: Песья Деньга (лв)
- 289 км: Царьова (лв)
- 294 км: Ухтанга (лв)
- 298 км: Печеньжиця (пр)
- 302 км: Печеньга (пр)
- 312 км: Шахтиш (пр)
- 331 км: Толшма (пр)
- 332 км: Великий Сомбол (лв)
- 336 км: Тіксна (лв)
- 346 км: Шонтас (лв)
- 352 км: Туриця (лв)
- 363 км: Молонга (пр)
- 368 км: Іхалиця (пр)
- 382 км: Ретча (лв)
- 388 км: Стрелиця (лв)
- 394 км: Векшенга (пр)
- 422 км: Шуя (пр)
- 425 км: Шейбухта (пр)
- 433 км: Двіниця (лв)
- 447 км: Наремка (лв)
- 454 км: Нозьма (пр)
- 464 км: Шингарь (пр)
- 470 км: Пельшма (лв)
- 475 км: Воткома (лв)
- 494 км: Лежа (пр)
- 494 км: Вологда (пр)
- 538 км: Глушица (лв)
- 547 км: Бохтюга (лв)
- 553 км: Великий Пучкас (пр)

## Населені місця
На Сухоні стоять міста Сокіл, Тотьма, Великий Устюг; а також села й селища Устя-Вологодське, Шера, Шуйське, Шіченга, Туровець, Радянський, Текстильщики, Камчуга, Михайлівка, Ігмас, Нюксениця, Матвєєво, Лєвашов, Полдарса.

## Дані водного реєстру
За даними державного водного реєстру Росії і геоінформаційної системи водогосподарського районування території РФ, підготовленою Федеральним агентством водних ресурсів:
- Басейновий округ — Двінсько-Печорський
- Річковий басейн — Північна Двіна
- Річковий підбасейн — Мала Північна Двіна
- Водогосподарська ділянка — озеро Кубенське і річка Сухона від витоку до Кубенського гідровузла

## Історія

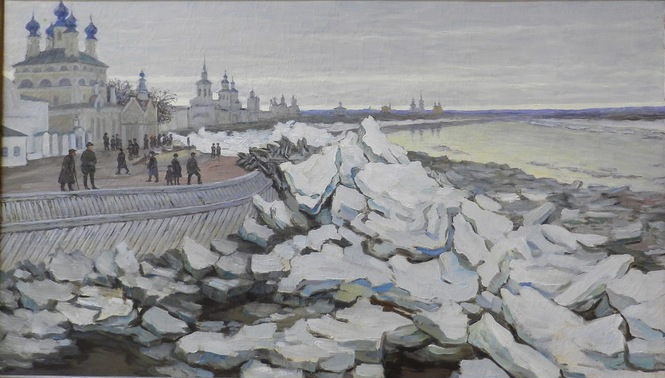
Бекряшев М. Г. «Льодохід у Великому Устюзі на річці Сухона» (1923)

Поселення людини на берегах Сухони датуються починаючи з V тисячоліття до нашої ери. Відомий комплекс поселень Вёкса, розташований у районі впадання річки Вологди в Сухону до випростання останньої 1339 року.
Російські поселенці з'явилися на Сухоні в XI столітті. Історично мала найважливіше транспортне значення, перебуваючи на водному шляху від Архангельська до центральної Росії.
Сухона — одна з небагатьох річок Російської держави, де люди вели гідрологічні роботи, намагаючись поліпшити умови для судноплавства, з дуже давніх пір. 1278 року за наказом Білозерського князя Гліба Васильковича було випростано крутий закрут біля витоку. 1339 року було випростано 250 метровим каналом 20-верстовий закрут у районі впадання Вологди і Лєжи, що отримала назву Окільна Сухона (рос. Око́льная Су́хона). Головною перепоною для судноплавства крім перекатів і порогів було сильне зміління Сухони в межень, оголюються численні мілини.
Ще в XIX столітті мала власні назви для окремих її частин. У верхній течії, до впадання річки Вологди, називалася Рабанзькою Сухоною або Рабангою, від гирла Вологди до гирла Двіниці іменувалася Нижньою Сухоною, після гирла Двіниці — Великою Сухоною. Назва Рабанга відомо принаймні з XV століття, коли близько 1447 року учнем Діонісія Глушицького преподобним Філіпом Рабанзьким на березі Сухони в районі нинішнього села Слобода було засновано Рабанзький Спасо-Преображенський чоловічий монастир. Назва Рабанга — фінно-угорського походження.
У села Полдарса Великоустюзького району у верхньопермських відкладеннях (верхній татарський відділ) було знайдено скам'янілій вид плазунів — хроніозухи, який отримав назву на честь Сухони — Suchonica vladimiri.

## Господарське використання
Сполучена Північно-Двінськой системою через річку Шексна з Волгою. Судноплавна, але влітку іноді судноплавство переривається через маловоддя в нижній течії. Вантажні перевезення на баржах. Пасажирські перевезення повністю відсутні із середини 1990-х років через нерентабельність і вимирання прибережних сіл, особливо у верхній течії. Води річки в останні десятиліття сильно забруднені скиданням промислових підприємств Вологди і целюлозно-паперових заводів і комбінатів Сокола, відзначається високий вміст фенолу, не радиться пити сиру воду з річки. Дно річки вистелено топленою деревиною від десятиліть сплаву. Наразі проводяться роботи з поглиблення русла в м. Великий Устюг, нижче моста по лівому березі. Так само будується захисна гребля неподалік поромної переправи через Малу Північну Двіну.

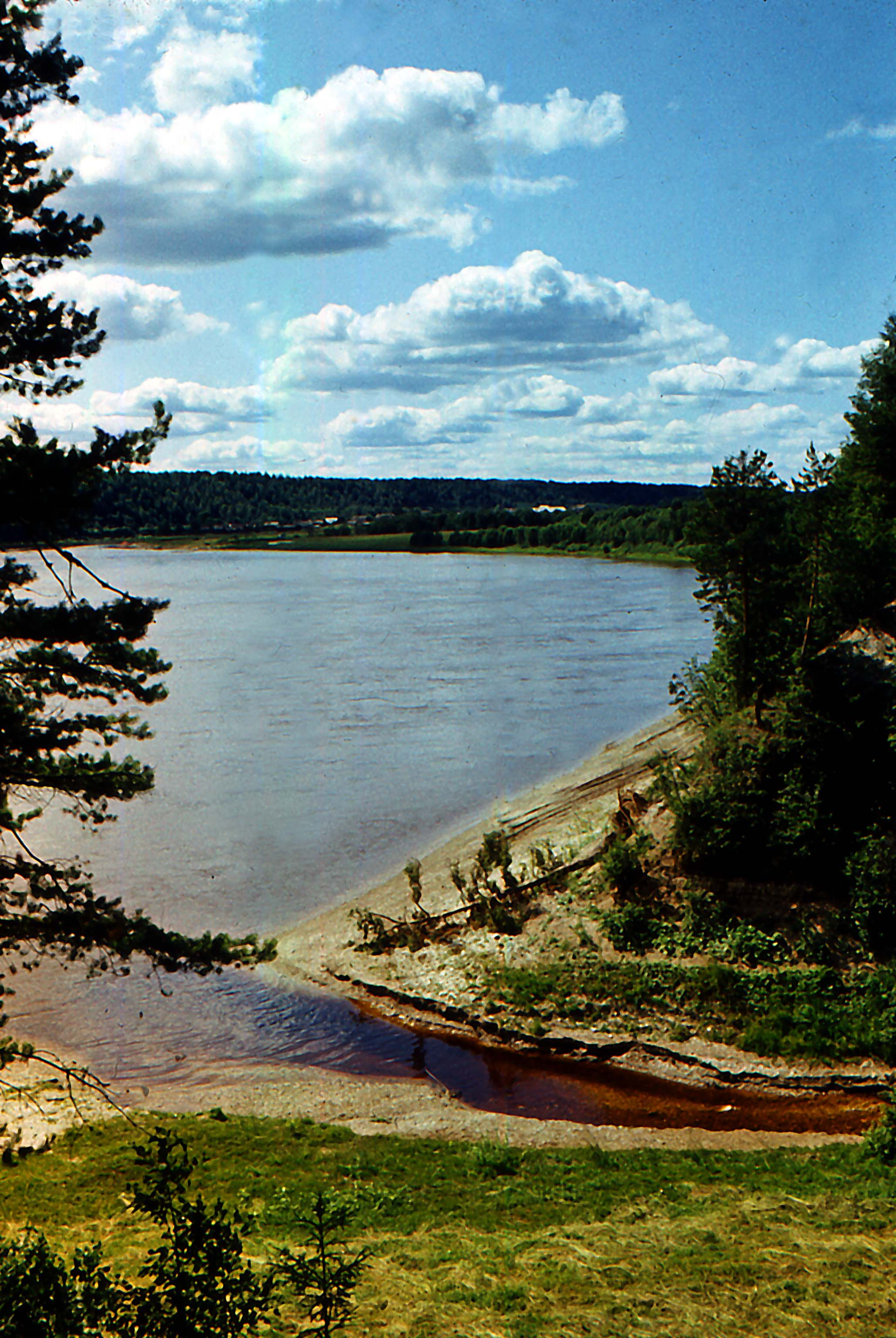
Урочище (в цьому випадку — яр) Пуртос
Ерозія берега
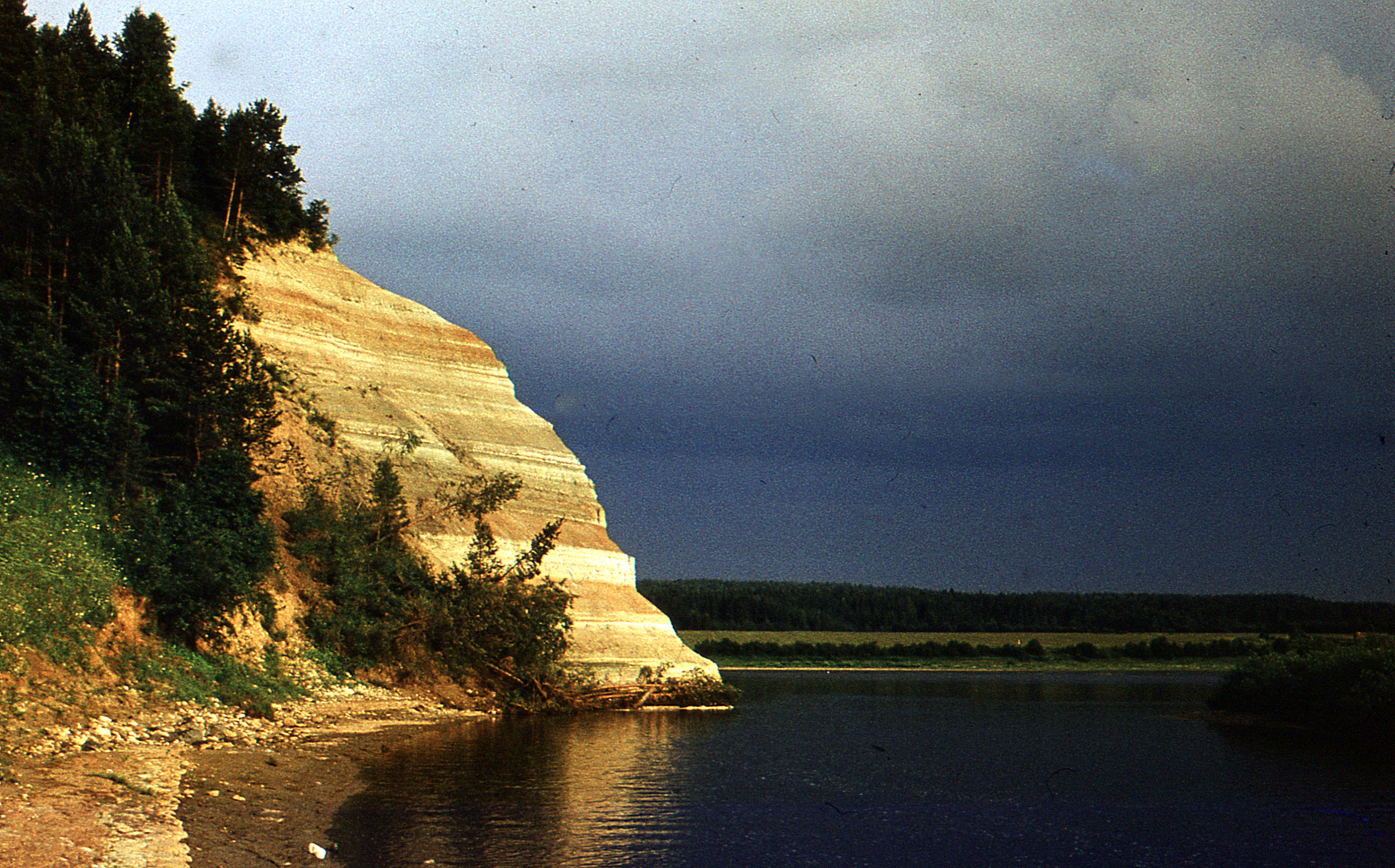
Мис Бик
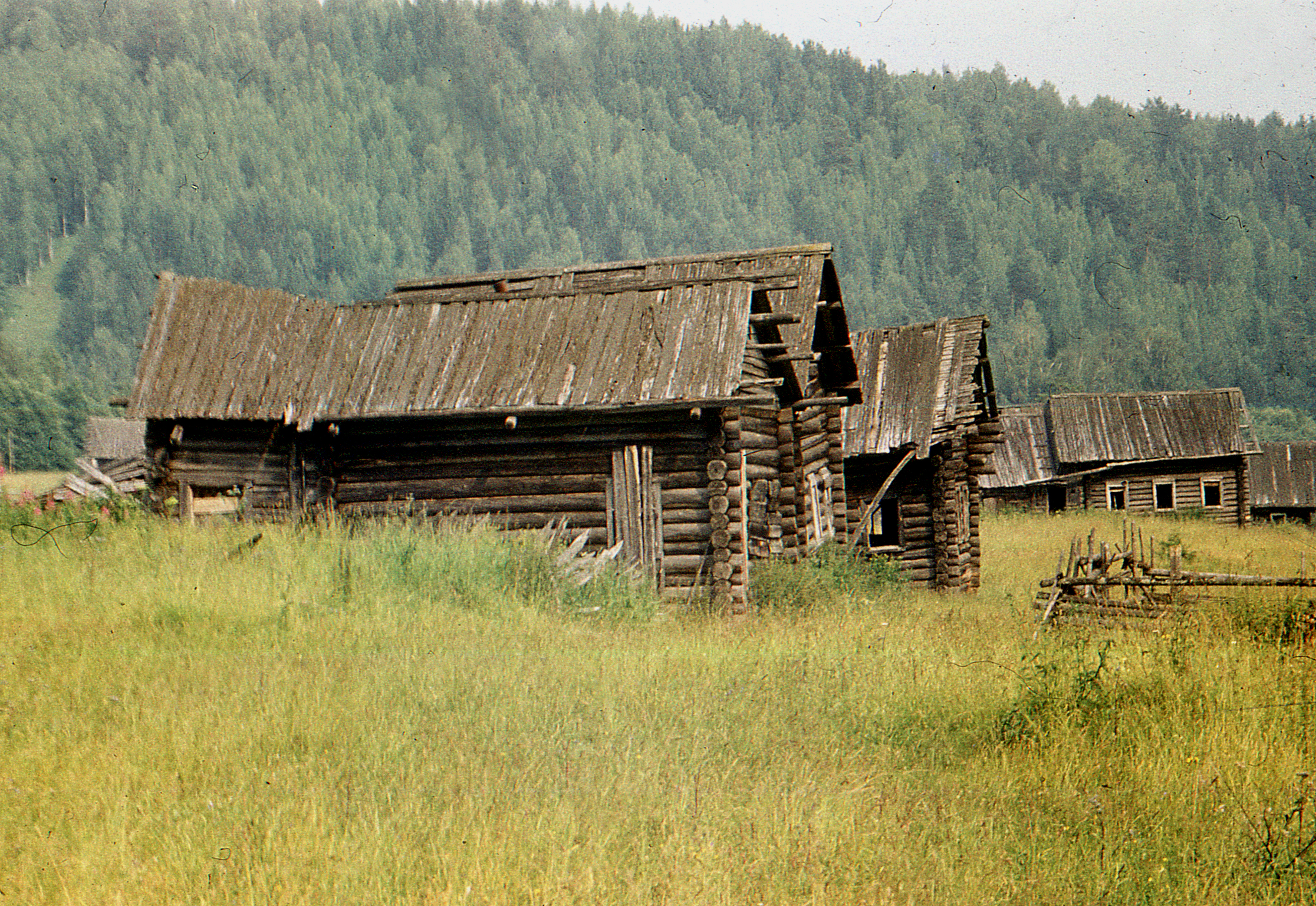
Занехаяне село
Переправа

## Зв'язок з іншими топонімами
На честь Сухони названа Сухонська вулиця в Москві.